# زبان نائورویی
نائورویی  زبانی از خانواده زبان‌های آسترونزیایی است. ۶۰۰۰ نفر به این زبان سخن می‌گویند که اکثرشان هم به صورت دوزبانه انگلیسی هم بلدند. نائورویی یکی از زبان‌های رسمی کشور نائورو است. 